# Pretty Good Year
Pretty Good Year è un singolo della cantautrice statunitense Tori Amos, pubblicato nel 1994 ed estratto dall'album Under the Pink.

## Tracce
- 7" (UK)

1. Pretty Good Year – 3:25
2. Honey – 3:47